# Mödlareuth

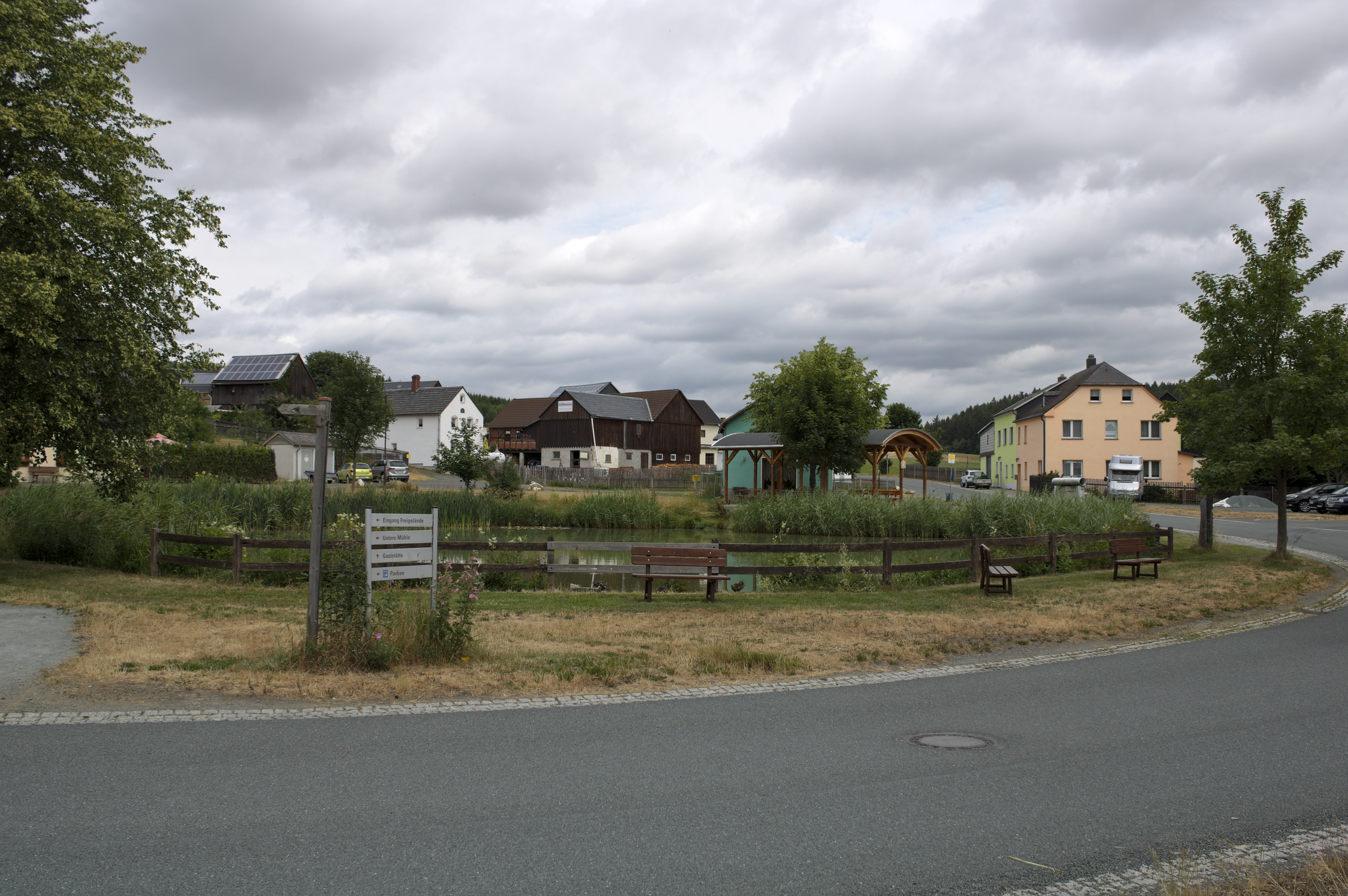
Vista de Mödlareuth

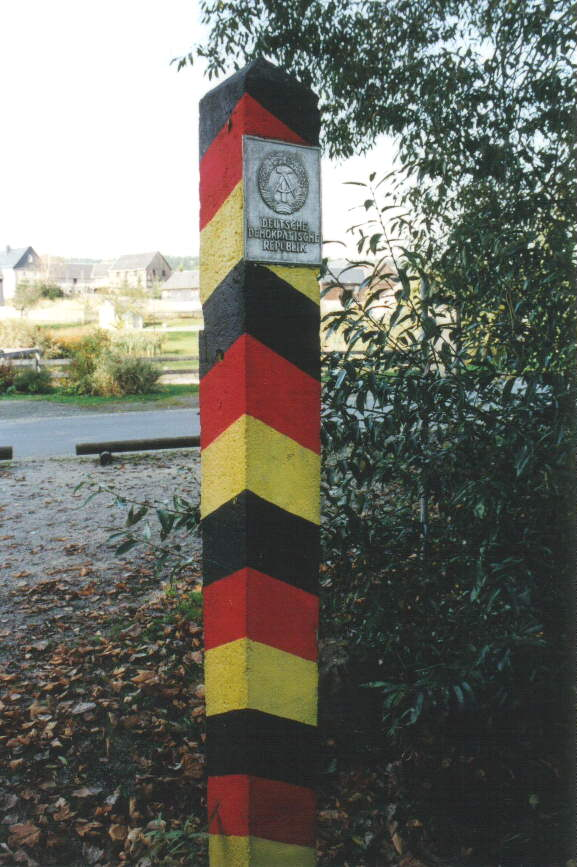
Poste fronterizo de la RDA en Mödlareuth

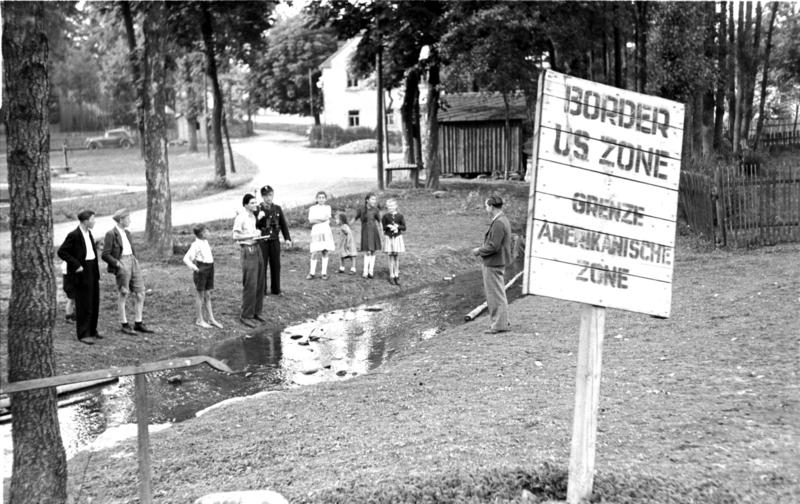
Frontera en Mödlareuth (1949)

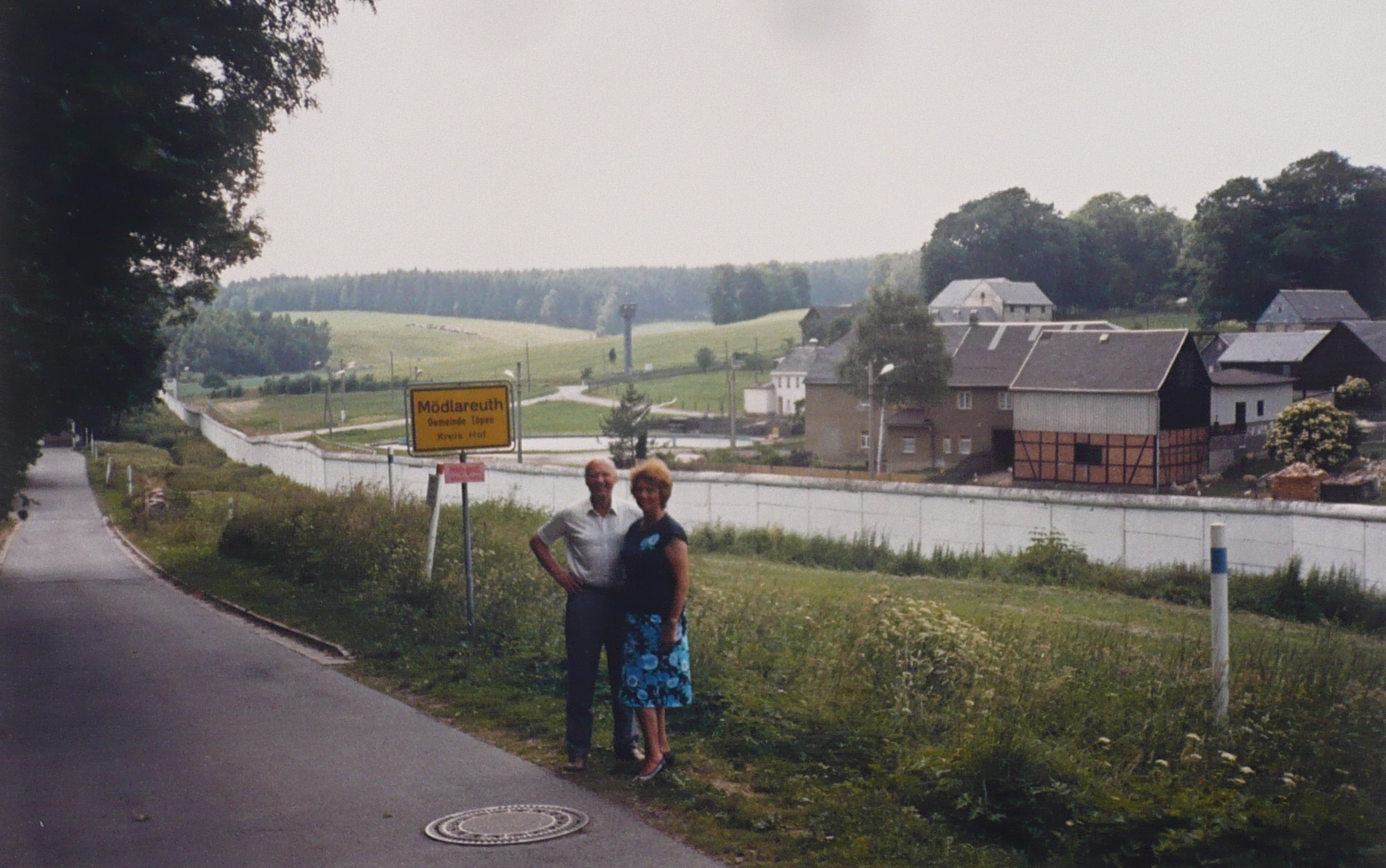
Vista de la frontera en junio de 1989

Mödlareuth es una aldea de unos 40 habitantes situada a caballo entre los estados federados de Baviera y Turingia, en Alemania.
El pueblo está atravesado por el arroyo Tannbach, que durante siglos ha constituido el límite administrativo entre las diversas entidades políticas y religiosas de Turingia y Baviera. Tras la Segunda Guerra Mundial, la división tradicional entre Turingia y Baviera pasó a ser una frontera internacional entre Alemania Occidental y Alemania Oriental, por lo que durante la Guerra Fría Mödlareuth estuvo dividida en dos por un muro, al igual que Berlín. Esta circunstancia le valió el apodo de "Klein-Berlin" ("Pequeño Berlín").

## Historia
En el siglo XVI se estableció que el pequeño arroyo Tannbach, que atraviesa Mödlareuth, representaría la frontera entre el Principado de Bayreuth y el Principado de Reuss-Schleiz. En 1810 se convirtió en la nueva frontera entre el Reino de Baviera y el Principado de Reuss (línea menor). Para la gente de Mödlareuth esta división tuvo pocos efectos prácticos: solo había una escuela y una venta, ubicadas en la parte turingia. Para los oficios religiosos, toda la población acudía a la iglesia de la parte bávara, dependiente del municipio de Töpen. 
En 1945, tras el fin de la Segunda Guerra Mundial, Alemania fue ocupada por las potencias aliadas. Turingia, a la que pertenecía desde 1920 el antiguo principado de Reuss, pasó a formar parte de la zona de ocupación soviética, mientras que Baviera formaba parte de la zona de ocupación estadounidense. En 1949, cuando se aprobaron la Ley Fundamental para la República Federal de Alemania y la Constitución de la República Democrática Alemana y se constituyeron los dos nuevos estados alemanes, Mödlareuth pasó a estar atravesada por una frontera internacional. El tránsito entre las dos partes solo era posible con un pase especial.
En 1952, la República Democrática Alemana comenzó a reforzar su frontera occidental. Mödlareuth pasó a formar parte de la que las autoridades de la RDA llamaron "franja de protección" (Schutzstreife), lo que implicó que los ciudadanos de la RFA tuviesen vedado el acceso hasta 1989 y los ciudadanos de la RDA que procedían de fuera del área restringida solo pudieran acceder con un permiso especial. Los residentes en zonas fronterizas fueron obligados a trasladarse a localidades más al interior del país. En el caso de Mödlareuth, se levantó una empalizada de tablones de madera de casi dos metros de altura, que en 1958 fue reemplazada por una valla de alambre de espino. En 1966, las Tropas de Frontera de la RDA construyeron un muro de hormigón similar al Muro de Berlín. Durante las décadas de división alemana, la parte de Mödlareuth perteneciente a la RDA estaba vigilada día y noche, mientras que la parte perteneciente a la RFA se convirtió en una atracción turística. Los soldados estadounidenses estacionados en la zona le dieron a Mödlareuth el apodo de "Little Berlin" (Pequeño Berlín).
El 9 de diciembre de 1989, un mes después de la caída del muro de Berlín, se abrió un paso fronterizo peatonal en Mödlareuth. El 17 de junio de 1990, cuatro meses antes de la reunificación alemana, una excavadora demolió una sección del muro de Mödlareuth a iniciativa de los dos "alcaldes locales" Arnold Friedrich y Herbert Hammerschmidt. Una sección se ha conservado como monumento y ahora forma parte del Museo Interalemán de Mödlareuth.

## Mödlareuth hoy

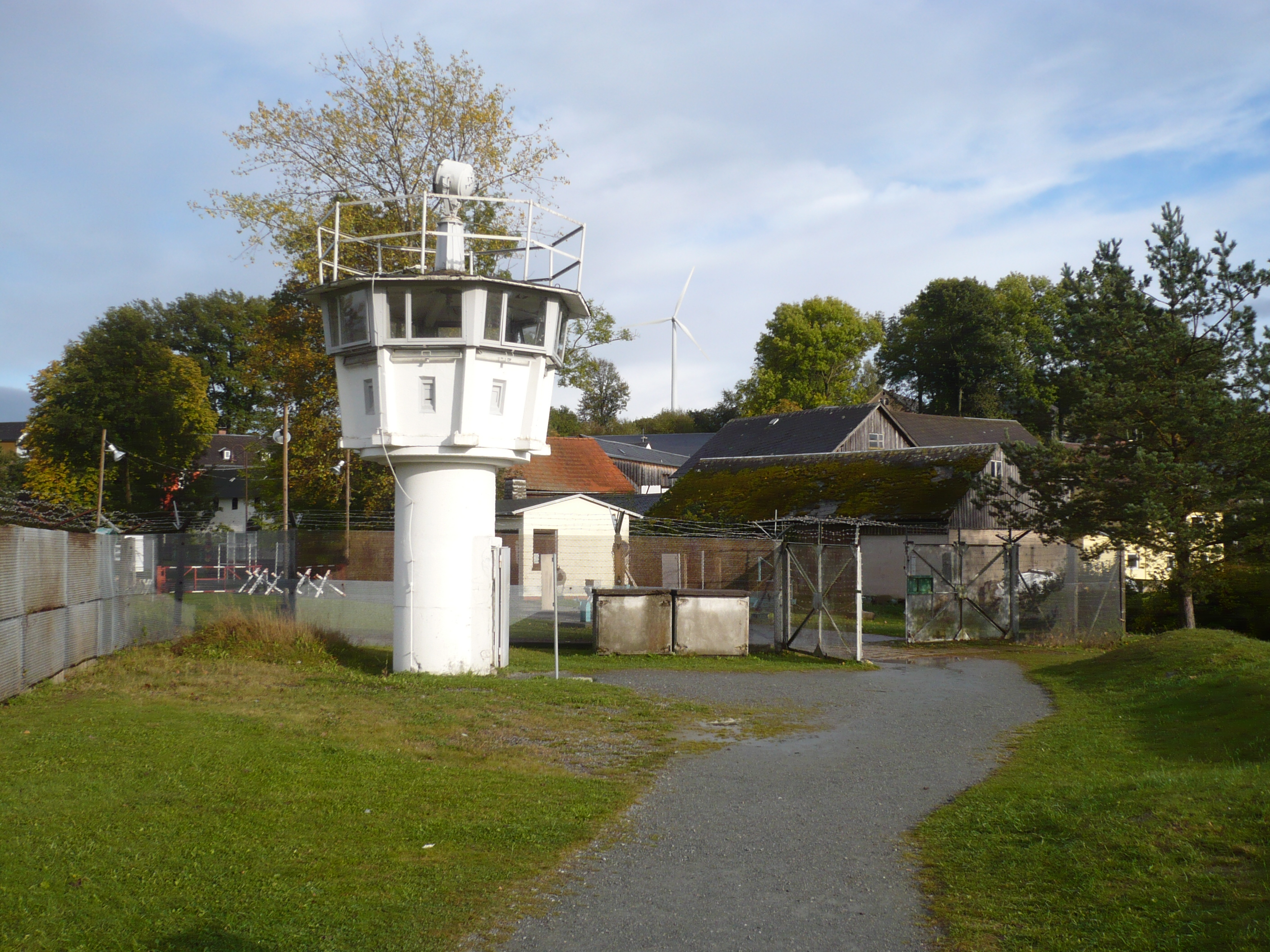
Museo Interalemán de Mödlareuth

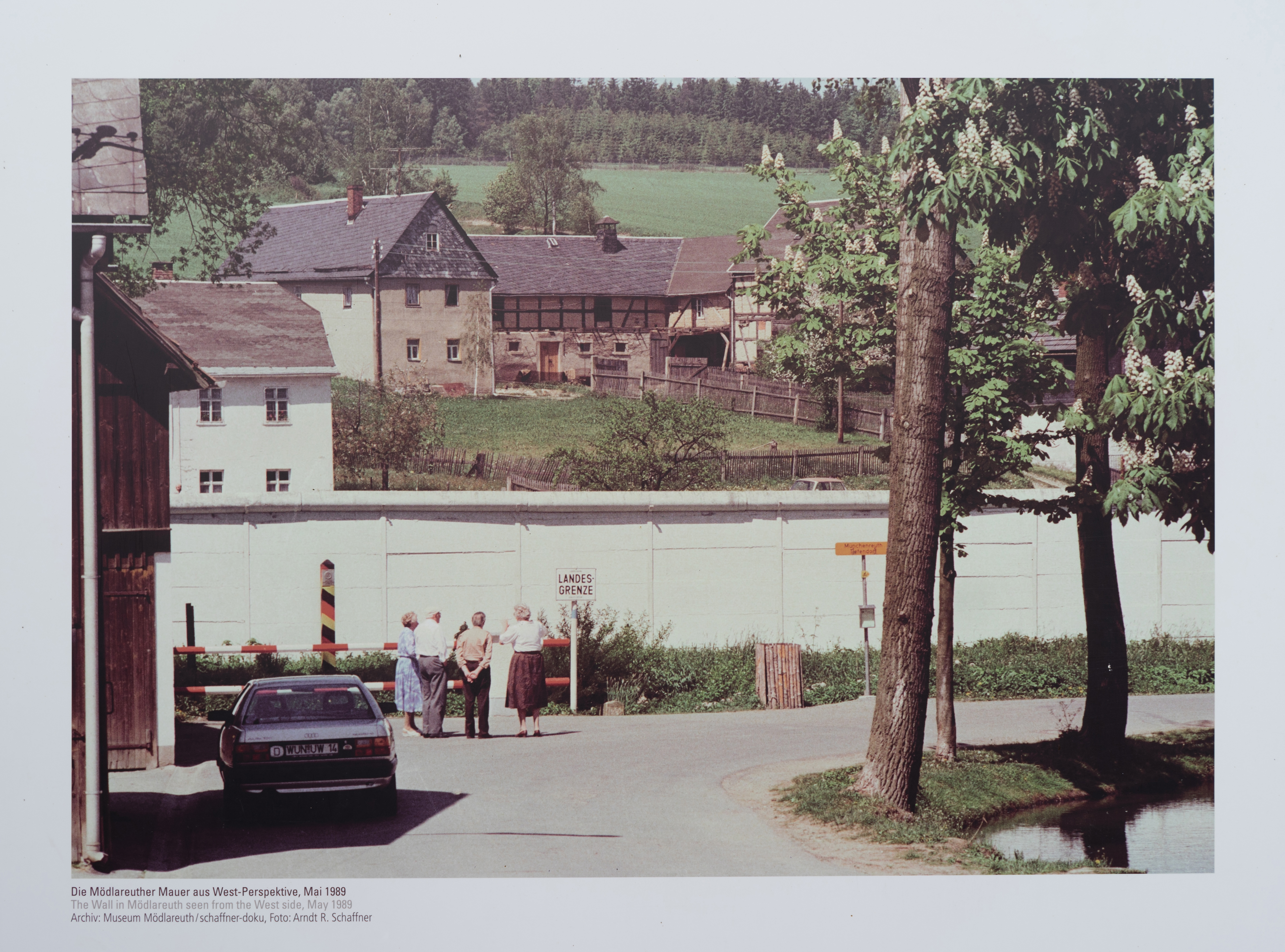
Panel informativo sobre la situación antes de 1989

Aunque hoy la frontera internacional ha desaparecido y el paso es libre entre una parte y otra, Mödlareuth sigue estando dividido en dos: la parte norte pertenece al municipio de Gefell (estado de Turingia) y la parte sur al de Töpen (estado de Baviera). Cada zona tiene códigos postales y prefijos telefónicos distintos, las placas de matrícula son distintas, los habitantes votan por separado y los niños van a diferentes escuelas. Cada parte tiene su correspondiente alcalde. También varía el saludo: en la parte turingia se saluda con la frase "Guten Tag", y en la parte bávara con "Grüß Gott".
En 1994 se inauguró un museo al aire libre sobre la antigua frontera interalemana. Puede verse un trozo del muro original y una reconstrucción de las barreras fronterizas típicas de la RDA.